# Allen Jenkins
Allen Jenkins, pseudonimo di Alfred McGonegal (New York, 9 aprile 1900 – Santa Monica, 20 luglio 1974), è stato un attore statunitense.

## Biografia
Figlio di cantanti, Alfred McGonegal nacque nel distretto newyorkese di Staten Island. Combatté nella prima guerra mondiale e, al suo ritorno, lavorò presso il cantiere navale di Brooklyn, approdando al teatro come macchinista.
Nonostante questi inizi poco ortodossi si iscrisse alla American Academy of Dramatic Arts e debuttò nel cinema nel 1931. Per diversi anni interpretò ruoli di caratterista, come nel film Strada sbarrata (1937), e solo nel 1941 ottenne una parte più rilevante in The Gay Falcon, un B Movie poliziesco diretto da Irving Reis (in Italia è stato trasmesso solo sulla tv satellitare). L'anno successivo apparve in un'altra pellicola della serie, La rivincita del falco.
Continuò a lavorare come spalla dei protagonisti fino alla fine degli anni sessanta,  dedicandosi anche alla televisione. Morì nel 1974 per le complicanze di un intervento chirurgico.

## Filmografia parziale

### Cinema
- The Girl Habit, regia di Edward F. Cline (1931)
- Io sono un evaso (I Am a Fugitive from a Chain Gang), regia di Mervyn LeRoy (1932)
- L'affare si complica (Hard to Handle), regia di Mervyn LeRoy (1933)
- Guerra bianca (Employees' Entrance), regia di Roy Del Ruth (1933)
- Quarantaduesima strada (42nd Street), regia di Lloyd Bacon (1933)
- Havana Widows, regia di Ray Enright (1933)
- Signore sole (The Keyhole), regia di Michael Curtiz (1933)
- Jimmy il gentiluomo (Jimmy the Gent), regia di Michael Curtiz (1934)
- Caino e Adele (Cain and Mabel), regia di Lloyd Bacon (1936)
- Le cinque schiave (Marked Woman), regia di Lloyd Bacon (1937)
- Strada sbarrata (Dead End), regia di William Wyler (1937)
- Milionario su misura (The Perfect Specimen), regia di Michael Curtiz (1937)
- Il piacere dello scandalo (Fools for Scandal), regia di Mervyn LeRoy (1938)
- Un bandito in vacanza (A Slight Case of Murder), regia di Lloyd Bacon (1938)
- Racket Busters, regia di Lloyd Bacon (1938)
- Il sapore del delitto (The Amazing Doctor Clitterhouse), regia di Anatole Litvak (1938)
- Hard to Get, regia di Ray Enright (1938)
- La tragedia del Silver Queen (Five Came Back), regia di John Farrow (1939)
- Una notte a Broadway (Tin Pan Alley), regia di Walter Lang (1940)
- Il vendicatore (Brother Orchid), regia di Lloyd Bacon (1940)
- Appuntamento con il Falco (A Date with the Falcon), regia di Irving Reis (1941)
- Bombardieri in picchiata (Dive Bomber), regia di Michael Curtiz (1941)
- The Gay Falcon, regia di Irving Reis (1941)
- Passi nel buio (Footsteps in the Dark), regia di Lloyd Bacon (1941)
- Colpo di fulmine (Ball of Fire), regia di Howard Hawks (1941)
- Tutti baciarono la sposa (They All Kissed the Bride), regia di Alexander Hall (1942)
- Gente allegra (Tortilla Flat), regia di Victor Fleming (1942)
- La rivincita del Falco (The Falcon Takes Over), regia di Irving Reis (1942)
- La taverna delle stelle (Stage Door Canteen), regia di Frank Borzage (1943)
- L'uomo meraviglia (Wonder Man), regia di H. Bruce Humberstone (1945)
- I corsari della terra (Wild Harvest), regia di Tay Garnett (1947)
- La pista di fuoco (The Big Wheel), regia di Edward Ludwig (1949)
- Il letto racconta (Pillow Talk), regia di Michael Gordon (1959)
- La spia dal cappello verde (The Spy in the Green Hat), regia di Joseph Sargent (1967)
- Il mondo è pieno di... papà (Doctor, You've Got to Be Kidding), regia di Peter Tewksbury (1967)

### Televisione
- Le inchieste di Boston Blackie (Boston Blackie) – serie TV, 3 episodi (1952-1953)
- Gianni e Pinotto (The Abbott and Costello Show) – serie TV, episodio 1x24 (1953)
- General Electric Theater – serie TV, episodio 2x16 (1954)
- The Eddie Cantor Comedy Theater – serie TV, episodio 1x06 (1955)
- Damon Runyon Theater – serie TV, 5 episodi (1955-1956)
- Topper – serie TV, episodio 2x37 (1955)
- Pete and Gladys – serie TV, episodio 1x29 (1961)
- Ben Casey – serie TV, episodio 5x03 (1965)
- Honey West – serie TV, episodio 1x27 (1966)

## Doppiatore
Tra il 1961 e il 1962 a prestato la sua voce al personaggio dell’Agente Dibble nella serie tv Top Cat di Hanna e Barbera